# Калініченко Сергій Володимирович
Сергій Володимирович Калініченко (нар. 16 серпня 1960) — український радянський футболіст, півзахисник.

## Життєпис
Протягом усієї кар'єри виступав за клуб «Новатор» з міста Жданов (нині Маріуполь). Дебютував за команду в 1978 році, відігравши 34 матчі та відзначився 5 голами у другій лізі. Після дворічної перерви повернувся в команду у 1981 році і продовжував виступати в другій лізі до 1989 року. За цей час зіграв за клуб 280 матчів та відзначився 15 голами. У 1990 році відіграв один сезон у чемпіонаті Української РСР, після чого завершив кар'єру футболіста.